# 골드 디거 (사람)

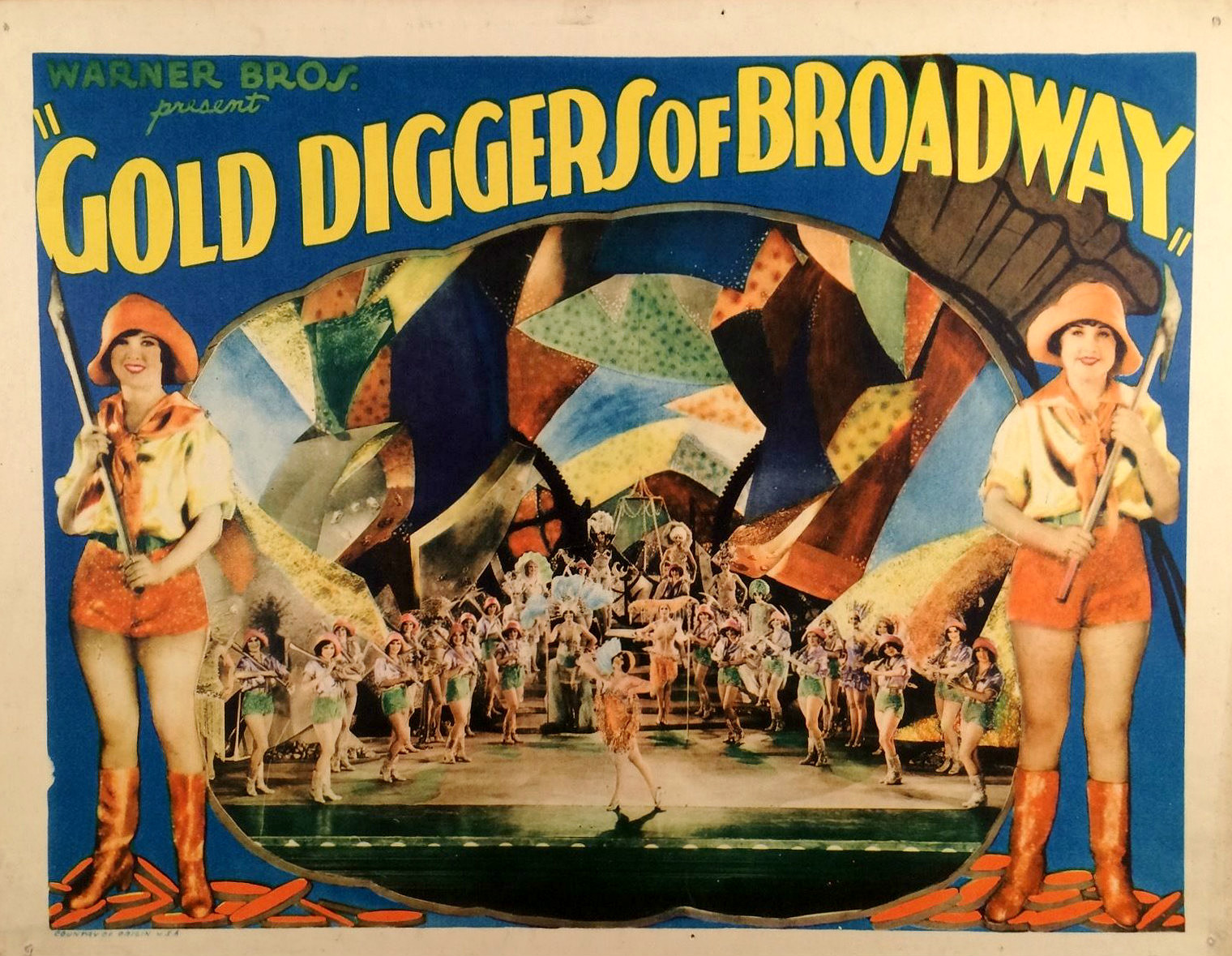
브로드웨이의 골드 디거들을 위한 로비 카드 (1929), 금을 파는 소녀들의 미국 공공 협회를 만드는 데 도움을 준 영화의 한 예.

골드 디거(gold digger)는 사랑보다는 돈을 목적으로 이성과 사귀는 사람을 일컫는 말이다. 그것이 결혼으로 이어진다면, 그것은 편의에 의한 결혼의 일종이다.
주로 여성들이 대중에 의해 '골드 디거'라는 스테레오타입이 형성이 된 예는 몇 가지가 있다. 20세기의 골드 디거는 페기 홉킨스 조이스이다. 그녀는 백만장자와 결혼한 뒤 이혼한 '쇼걸' 이었다. 1920년대 초에 스탠리 조이스와 이혼 소송을 하는 기간 동안 골드 디거라는 명칭이 붙혀졌다.  어떤 이는 그녀가 아니타 루스의 1925년 소설작 《신사는 금발을 좋아해 (소설)》의 주인공인 로렐레이 리의 영감을 주었다고 주장한다. 소설의 주요 테마는 골드 디깅이다.

## 같이 보기
- 트로피 와이프